# Makov (Předslav)
Makov je vesnice, část obce Předslav v okrese Klatovy v Plzeňském kraji. Nachází se asi 2,5 kilometru východně od Předslavi. Makov leží v katastrálním území Makov u Předslavi o rozloze 1,78 km².

## Historie
První písemná zmínka o vesnici pochází z roku 1379. V té době zde byly dva vladycké dvory. Počátkem 16. století patřila ves Chlumčanským z Přestavlk, kteří ji roku 1536 prodali Sedleckým z Újezdce. Za nich byl postaven malý zámeček. Poslední majitelka z rodu Sedleckých Ludmila Saloména o zadlužený statek přišla. Další majitelé zde již nesídlili a ze sídla se stal běžný obytný dům. Jedná se dům čp. 5.

## Obyvatelstvo
| Rok            | 1869 | 1880 | 1890 | 1900 | 1910 | 1921 | 1930 | 1950 | 1961 | 1970 | 1980 | 1991 | 2001 | 2011 | 2021 |
| -------------- | ---- | ---- | ---- | ---- | ---- | ---- | ---- | ---- | ---- | ---- | ---- | ---- | ---- | ---- | ---- |
| Počet obyvatel | 231  | 209  | 198  | 224  | 203  | 212  | 218  | 150  | 175  | 158  | 140  | 119  | 117  | 115  | 112  |
| Počet domů     | 29   | 34   | 34   | 34   | 35   | 34   | 40   | 44   | 45   | 41   | 39   | 45   | 45   | 46   | 51   |

## Obecní správa
Při sčítání lidu v letech 1850–1909 Makov byl osadou obce Měcholupy v okrese Klatovy. V letech 1910–1975 byl samostatnou obcí v okrese Klatovy. Od 1. července 1975 je částí obce Předslav v okrese Klatovy.

## Pamětihodnosti
- kaple svatého Václava ve vsi
- amfiteátr letního kina na jihovýchodním okraji
- Makovský mlýn na Měcholupském potoce
- památné duby na severozápadním okraji
- památná lípa u cihelny za vsí

## Galerie

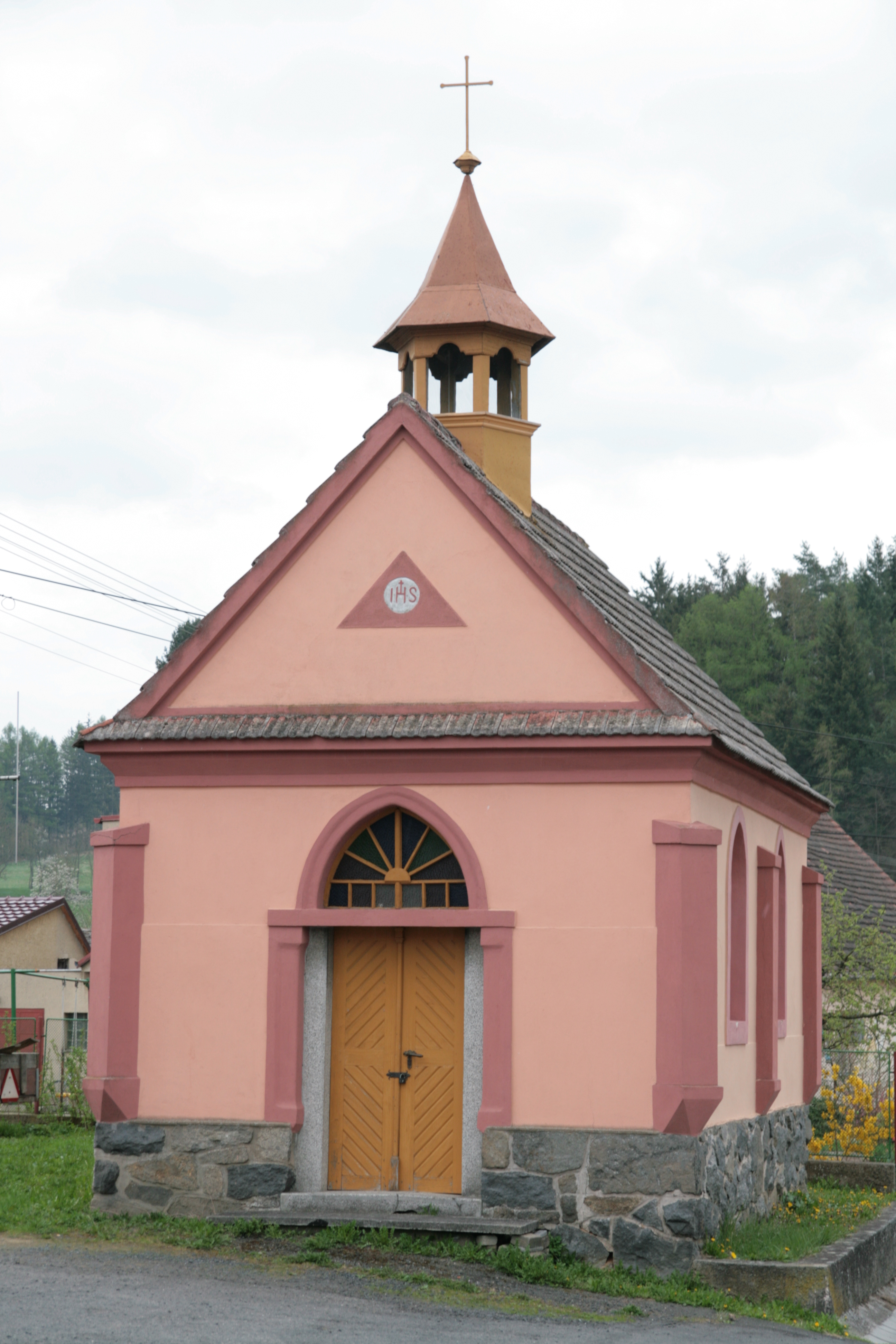
Kaple
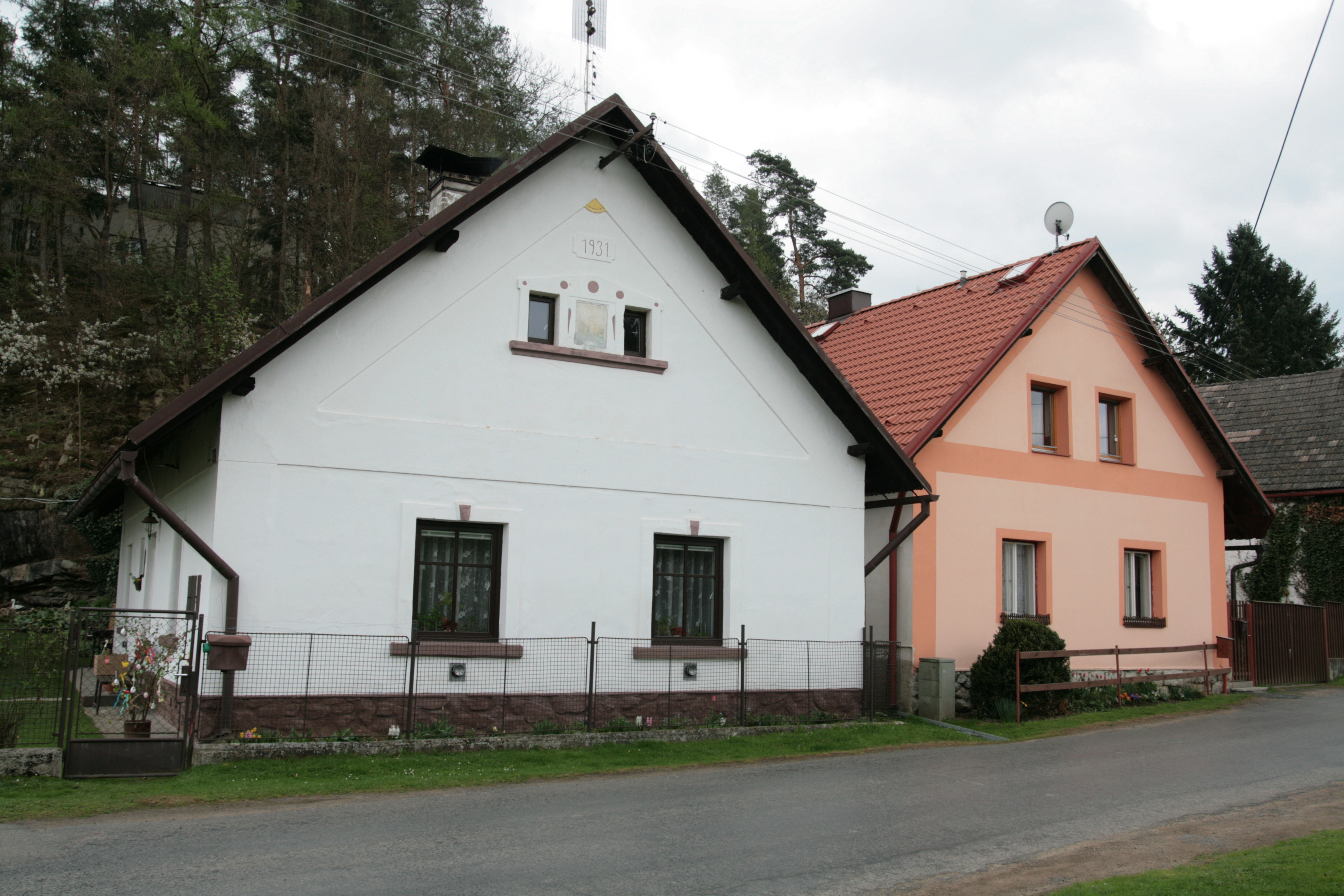
Místní domy
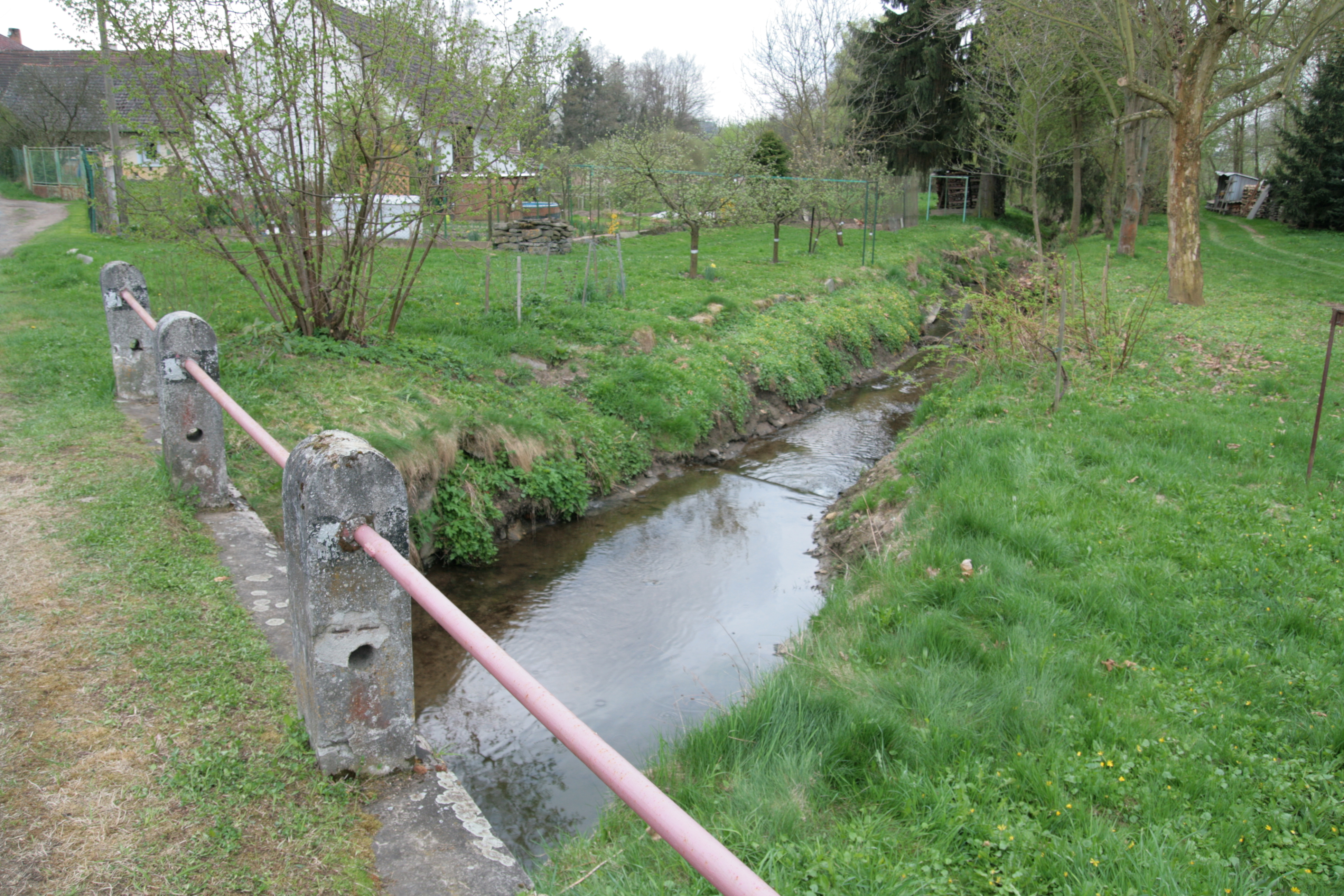
Měcholupský potok